# Linda gracilicornis
Linda gracilicornis är en skalbaggsart som beskrevs av Maurice Pic 1907. Linda gracilicornis ingår i släktet Linda och familjen långhorningar. Inga underarter finns listade i Catalogue of Life.